# The Tonight Show
The Tonight Show er et stilskabende amerikansk late-night talkshow på netværket NBC (hverdage kl. 23.35 ET) med indslag af komik, gæster og musikalske optrædener. Siden begyndelsen af 1954 har The Tonight Show' været forbillede for forskellige talkshows verden over. Johnny Carson var programvært i 30 år, inden Jay Leno tog over. Den 1. juni 2009 overtog Conan O'Brien som vært efter Jay Leno, da Leno fik et helt nyt prime time-talkshow, Jay Leno Show, i september 2009. Efter at Conan O'Brien valgte at forlade programmet den 22. januar 2010 som en følge af en interessekonflikt med NBC, vendte Jay Leno tilbage som vært den 1. marts 2010. Den nuværende vært er Jimmy Fallon. 
The Tonight Show bliver sendt fem dage om ugen på TV-netværket NBC's kanaler over hele USA. The Tonight Show er et af TV-verdens længstkørende programmer og har været vist siden  1954.

## Historie
NBC's lige så legendariske  morgenprogram, der har været sendt siden 1951, hedder The Today Show. Normalt medvirker to eller tre gæster i Tonight Show, hvoraf en plejer være komiker eller musiker. The Tonight Show har en tradition for at vise unge lovende standup'ere, blandt andet har David Letterman, Jay Leno og Jerry Seinfeld optrådt tidligt i deres respektive karrierer i The Tonight Show. 
Programmets fulde navn i dag er The Tonight Show starring Jimmy Fallon, og har på samme måde tidligere haft studieværtens navn i titlen. I begyndelsen hed det dog blot The Tonight Show. Showet har siden 2000-tallet været vist i Danmark på forskellige kanaler og vises pr. 2015 på DR3.

### Johnny Carson bliver verdens talkshowkonge
Programmet blev sendt første gang den 27. september 1954 med skuespilleren Steve Allen, der var vært frem til 1957, hvor Hak Paar tog over. Paar havde været vært på NBC i et antal år inden da. Hak Paar blev dog fyret på grund af en kontroversiel udtalelse til støtte for Fidel Castro. I 1962 overtog den legendariske Johnny Carson. Carson var vært på programmet i 30 år og var en af de mest indflydelsesrige personer i amerikansk showbusiness. Han blev i USA kaldt "King of Late Night TV" (Kongen af aften-tv). 
I mange år blev The Tonight Show sendt seks aftener om ugen, men da Johnny Carson tilkendegav, at han ikke længere vil være vært på programmet om lørdagen, skabte NBC programmet Saturday Night Live. De to programmers studier lå i mange år ved siden af hinanden i NBC's studiokompleks ved Rockefeller Centrum i New York.

### Letterman som mulig vært på  "The Tonight Show"
1982 begyndte NBC at sende Late Night with David Letterman sent om aftenen mandag til fredag kl. 00.30 lokal tid, direkte efter The Tonight Show. I 1992 havde Letterman forhåbninger om at efterfølge Carson som vært på The Tonight Show. Den eneste konkurrent til jobbet var vennen Jay Leno, som i nogle år havde fungeret som Carsons afløser. Letterman var dog Carsons egen favorit til arbejdet. Efter stor opmærksomhed i medierne og måneder af rygter gav NBC jobbet til Leno. Året efter, i 1993, flyttede Letterman til CBS efter at have fået en meget lukrativt kontrakt med dette selskab. CBS sendte Letterman på samme tidspunkt som NBC's Tonight Show, mandag - fredag 23.30 lokal tid. I de første år havde Letterman bedre seertal end Jay Leno, men siden vendte populariteten til Lenos fordel, hvilket var situationen, indtil Leno stoppede som vært. 

### Conan O'Brien bliver kortest fungerende vært
Den 1. juni 2009 overtog Conan O'Brien rollen som vært efter Leno begyndte sit eget prime time-talkshow Jay Leno Show, der blev sendt fra september 2009. Efter at Conan O'Brien forlod programmet den 22. januar 2010 som en følge af en interessekonflikt med NBC, vendte Jay Leno tilbage som vært den 1. marts 2010. Leno forlod showet i 2014, hvor han blev afløst af Jimmy Fallon, der overtog som vært den 17. februar 2014.

## Eksterne links
- NBC: The Tonight Show starring Jimmy Fallon, officiel hjemmeside

- Wikimedia Commons har flere filer relateret til The Tonight Show